# Forêt du Cranou, Menez Meur
Forêt du Cranou, Menez Meur este o arie protejată (sit de importanță comunitară — SCI) din Franța întinsă pe o suprafață de 1.281 ha, integral pe uscat.

## Localizare
Centrul sitului Forêt du Cranou, Menez Meur este situat la coordonatele 48°20′40″N 4°04′08″W / 48.34444°N 4.06889°V.

## Înființare
Situl Forêt du Cranou, Menez Meur a fost declarat arie specială de conservare în baza directivei 92/43 din 1992 referitoare la conservarea habitatelor naturale și a faunei și florei sălbatice pentru a proteja 2 specii de plante și 11 specii de animale.

## Biodiversitate
Situată în ecoregiunea atlantică, aria protejată conține 19 habitate naturale: Păduri aluvionare cu Alnus glutinosa și Fraxinus excelsior (Alno-Padion, Alnion incanae, Salicion albae), Formațiuni ierboase bogate în specii de Nardus, dezvoltate pe substraturi silicioase în zone montane (și în zone submontane, în Europa continentală), Pajiști uscate europene, Păduri acidofile de stejar bătrân cu Quercus robur pe câmpii nisipoase, Mlaștini împădurite, Ape stătătoare oligotrofe până la mezotrofe, cu vegetație de Littorelletea uniflorae și/sau de Isoëto-Nanojuncetea, Liziere de ierburi înalte hidrofile de câmpie și de nivel montan până la alpin, Mlaștini turboase de tranziție și turbării mișcătoare, Mlaștini oligotrofe degradate, capabile încă de regenerare naturală, Pante stâncoase silicioase cu vegetație casmofită, Păduri de fag acidofile atlantice, cu subarboret de Ilex și, uneori, de asemenea, Taxus, la nivelul arbuștilor (Quercion robori-petraeae sau Ilici-Fagenion), Ape oligotrofe din câmpii nisipoase, cu un conținut foarte redus de minerale (Littorelletalia uniflorae), Roci stâncoase cu vegetație pionieră de Sedo-Scleranthion sau Sedo albi-Veronicion dillenii, Păduri de fag Asperulo-Fagetum, Depresiuni pe substraturi de turbă de Rhynchosporion, Pajiști umede atlantice temperate cu Erica ciliaris și Erica tetralix, Turbării active, Pajiști cu Molinia pe soluri calcaroase, turboase sau argilos-nămoloase (Molinion caeruleae), Păduri de stejar sesil bătrân cu Ilex și Blechnum în Insulele Britanice.
La baza desemnării sitului se află mai multe specii protejate:
- plante (2): Sphagnum pylaesii, Trichomanes speciosum
- mamifere (6): liliac cârn (Barbastella barbastellus), vidră de râu (Lutra lutra), liliac cu urechi mari (Myotis bechsteinii), liliac cărămiziu (Myotis emarginatus), liliac comun (Myotis myotis), liliacul mare cu potcoavă (Rhinolophus ferrumequinum)
- nevertebrate (3): croitorul mare al stejarului (Cerambyx cerdo), Elona quimperiana, rădașcă (Lucanus cervus)
- pești (2): zglăvoacă (Cottus gobio), Cottus perifretum

Pe lângă speciile protejate, pe teritoriul sitului au mai fost identificate 14 specii de plante, 4 specii de mamifere, 1 specie de reptile.